# Shreepur Chhatiwan
Shreepur Chhatiwan – gaun wikas samiti w środkowej części Nepalu w strefie Narajani w dystrykcie Makwanpur. Według nepalskiego spisu powszechnego z 2001 roku liczył on 3879 gospodarstw domowych i 21523 mieszkańców (10768 kobiet i 10755 mężczyzn).